# Morgan Midsummer
Morgan Midsummer — родстер ограниченной серии, выпускающийся с 2024 года британской компанией Morgan в сотрудничестве с итальянской дизайнерской фирмой Pininfarina. Всего запланировано 50 единиц.

## Описание
В ноябре 2023 года главный исполнительный директор (CEO) Morgan Motor Company объявил о предстоящем сотрудничестве с Pininfarina в пресс-релизе компании. Midsummer дебютировал 16 мая 2024 года. Автопроизводитель Morgan подтвердил, что всего будет выпущено 50 единиц. В октябре 2024 года компания Morgan объявила о завершении производства первых двух серийных моделей.
Согласно интервью с главным креативным директором (CCO) Pininfarina, партнёрство началось в 2022 году, когда дизайнерские команды обеих компаний встретились в пабе.

## Технические характеристики
Midsummer базируется на платформе CX-Generation, выполненной из алюминия, на которой также базируется Morgan Plus Six.

## Дизайн
Большая часть кузова автомобиля выполнена из алюминиевых панелей с деревянной отделкой, окружающей кабину. В качестве баркетты у Midsummer отсутствуют крыша и ветровое стекло.